# Džamija u Gunji
Džamija u Gunji, vjerski objekt muslimana u Gunji. 

## Povijest
Ne zna se točno tko i kada se od muslimana prvi doselio u Gunju. Osim kao poljoprivrednici, muslimani su radili i na ciglani, kao šumski radnici ili kao kirijaši u spačvanskim šumama. 
Prema spomenici Župnog ureda, u Gunji se 1921. godine pod opaskom “stanje duša” spominje i jedan musliman, a 1933. godine i prvi tzv. mješoviti brak. Masovniji dolazak muslimana u Gunju i okolna mjesta Slavonije je za vrijeme Drugog svjetskog rata, kad je veći dio današnje Hrvatske i cijela Bosna i Hercegovina bili dijelom NDH, kada su mnogi muslimani iz istočne Bosne bježeći od ratnih strahota našli utočište kao izbjeglice u Gunji i drugim mjestima Slavonije. Seobe su bile od 1942. do poratne 1946. godine. Današnji muslimani u Gunji su Bošnjaci.
Džamija u Gunji je prva i najstarija džamija u Hrvatskoj. Sagrađena je i službeno otvorena 28. rujna 1969. godine. Sagrađena je na zemljištu koje su u tu svrhu darovali bračni par iz Gunje -  Ismet i Izeta Čandić. Prvi imam u džamiji bio je Hasan ef. Suljkanović, a od 1981. godine imam je Idriz ef. Bešić. Mustafa Korajac je obavio hadž 1971. godine i smatra se prvim hadžijom ovog dijela Hrvatske. Ukupno 14 osoba iz Gunje je obavilo petu temeljnu islamsku obvezu hadž i steklo zvanje hadžija.
Džamija je do 1999. godine bila pokrivena klasičnim krovom na četiri vode, a tada je uz pomoć Generalne islamske lige "Rabite", općine Gunja i mještana, renovirana i pokrivena kupolom. Arhitektonsko rješenje uradio je arhitekt Faruk Muzurović iz Zagreba.
Osim džamije, u Gunji od 1960. godine postoji i odvojeno muslimansko groblje - mezarje, u kojem je za vrijeme velikosrpske agresije po Bosni i Hercegovini pokopano više stotina izbjeglica, pa se ono osim muslimansko može nazvati i "izbjegličko". 
U Gunji je u neposrednoj blizini džamije 1995. godine započela izgradnja islamskog centra. 
Osim što ima najstariju džamiju u Hrvatskoj, Gunja je prvo mjesto, u kojem je na prostoru bivše Jugoslavije uveden i islamski vjeronauk u osnovnu školu – tjedan dana poslije katoličkog. Islamski vjeronauk u školskoj 2007./08. godini pohađalo je 202 učenika.

## Vanjske poveznice
- Medžlis Islamske zajednice u Gunji